# 利別川
利別川（としべつがわ）は、北海道十勝総合振興局管内を流れる十勝川水系十勝川支流の一級河川である。

## 流路
北海道足寄郡陸別町の東三国山（標高1,230m）北麓に源を発し南へ流れ、中川郡豊頃町北部で十勝川へ合流する。

## 名称の由来
アイヌ語の「トゥㇱペッ（tus-pet）」（綱・川）に由来するとされる。この名がついた理由には諸説あり、かつて釧路アイヌと十勝アイヌの境界争いに際し、十勝アイヌが河口に縄を張って釧路アイヌを通さなかった、という説や、「蛇」の忌み言葉として、「トゥㇱ」を用いた（蛇が多くいる、あるいは蛇のような川、の意）とする説が挙げられている。

## 地質
流域地帯の岩盤層は比較的浅い深さに存在するため、陸別町･足寄町･本別町などの上流域では川底に岩盤がむき出しになった岩場を確認することができる。下流の十勝川との合流地点付近の川底では逆に砂などが厚い堆積層を形成している。

## ダム・ダム湖
- 仙美里ダム・下足寄湖（足寄町、本別町）- 電源開発（発電）

## 流域の自治体
北海道
足寄郡陸別町、足寄町、中川郡本別町、池田町、豊頃町

## 支流
括弧内は流域の自治体
- 陸別川（陸別町）
- 斗満川（陸別町）
- 足寄川（足寄町）
- 美里別川（足寄町、本別町）
- 本別川（本別町）
- 美蘭別川（本別町）
- 居辺川（上士幌町、士幌町、池田町）
- 十日川（池田町）
- 十弗川（本別町、池田町）

## 主な橋梁
- 岩見橋 - 国道242号
- 敷島橋 - 国道242号
- 利別川橋 - 十勝オホーツク自動車道
- ポントシュベツ橋 - 十勝オホーツク自動車道
- 法華橋 - 国道242号、北海道道143号北見白糠線
- 深雪橋 - 国道242号、道道143号北見白糠線
- 川上橋 - 国道242号、道道143号北見白糠線
- 依田橋 - 国道242号、道道143号北見白糠線
- 第１号橋 - 国道242号、道道143号北見白糠線
- 清楓橋 - 国道242号、道道143号北見白糠線
- 陸別橋 - 国道242号
- 誉橋
- 第４利別橋 - 国道242号
- 第３利別橋 - 国道242号
- 上利別橋 - 国道242号
- 第２利別橋 - 国道242号
- 塩幌橋 - 国道242号
- 西１線橋 - 国道242号
- 上愛冠橋 - 国道242号
- 愛知橋 - 北海道道663号植坂足寄停車場線
- 足寄橋 - 国道242号、道道663号植坂足寄停車場線
- 両国橋 - 国道241号、北海道道664号モアショロ原野螺湾足寄停車場線
- 豊栄橋
- （仙美里ダム）
- 仙美里橋 - 国道242号
- 開拓橋
- 義経大橋 - 北海道道88号本別留辺蘂線
- 本別大橋 - 北海道道499号勇足本別停車場線
- 愛のかけ橋
- 利別川第二橋梁 - 道東自動車道
- 東橋 - 北海道道134号本別士幌線
- 高島橋 - 国道242号
- 利別川第一橋梁 - 道東自動車道
- 利別川橋梁 - 根室本線
- 池田大橋 - 北海道道73号帯広浦幌線
- 川合大橋 - 北海道道882号利別牛首別線

（十勝川）

## 並行する交通
ほぼ国道242号に沿って流れる。かつては北海道ちほく高原鉄道も並行していたが、2006年4月21日に廃止された。